# Fredrik Hällgren
Fredrik Hällgren var en svensk flöjtist.

## Biografi
Fredrik Hällgren anställdes 1 december 1854 som flöjtist vid Kungliga Hovkapellet i Stockholm och slutade där den 1 juli 1856.